# Cañada Vellida
Cañada Vellida est une commune d’Espagne, dans la province de Teruel, communauté autonome d'Aragon comarque de Teruel.

## Démographie
En 2022, elle comptait 38 habitants sur une superficie de 23,30 km².